# Maiorina

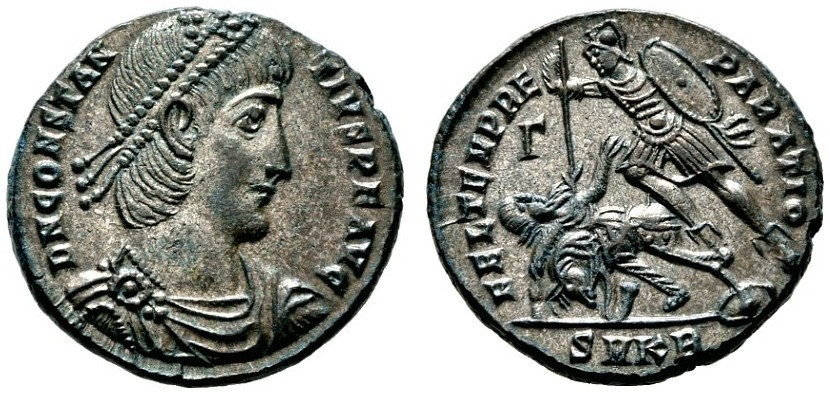
Diese 6 Gramm schwere Maiorina wurde von 351 bis 354 n. Chr. in Cyzicus geprägt. Auf dem Avers ist Constantius II. abgebildet und am Revers ist ein Soldat mit Lanze und Schild über einem gestürzten Reiter zu sehen.

Maiorina bezeichnet eine spätrömische, größere Bronzemünze (pecunia maiorina) mit geringem Silberanteil. Sie wurde unter den Kaisern Constans und Constantius II. eingeführt. Der Name Maiorina wird im Codex Theodosianus erwähnt. Die Ausprägung soll um etwa 400 eingestellt worden sein.
Nachdem Konstantin der Große eine umfassende Münzreform durchgeführt hatte, kam es zu einer erneuten Verschlechterung des Währungssystems. Die Kaiser Constans und Constantius II., Konstantins Söhne, sahen sich deshalb bereits 348 zu einer erneuten Münzreform genötigt. Dabei wurde der Follis durch eine neue Bronzemünze mit Namen pecunia maior oder kurz Maiorina (lat. „die Größere“; gemeint ist eine größere Geldsorte) ersetzt.
Die Münze wog zwischen 3,5 und 7,5 g – bei einem Durchmesser von 20 bis 24 mm – und wies einen geringen Silberanteil auf. In der modernen Numismatik bezeichnet man die Münze mit AE plus dem Durchmesser oder als Doppelausgaben des Centenionalis.
Die antike Bezeichnung ist nicht restlos geklärt. Das Wort Maiorina bezieht sich auf zwei Stellen im Codex Theodosianus. Ein Kapitel behandelt das Verbot eines Überlandtransportes von Münzen; eben Maiorina und Centenionalis. Die Textstellen weisen in die Jahre 349 und 356.
Bereits zehn Jahre nach ihrer Einführung wurde sie auf das Niveau des Centenionalis abgewertet. Auf dem Revers taucht nun auch die Centenionalis-Legende Fel. Temp. Reparatio („Wiederherstellung glücklicher Zeiten“) auf.
Um das Jahr 351 ließ der Usurpator Magnentius in Gallien Doppelstücke von 25 bis 28 mm Durchmesser ausgeben. Er setzte als Erster auf die Rückseite dieser Umlaufmünzen ein alleiniges Christusmonogramm. Magnentius und sein Bruder und Caesar Decentius ließen ihre Ausgaben von Münzstätten in Ambanium (Amiens), Lugdunum (Lyon), Arelate (Arles), Augusta Treverorum (Trier) erstellen. Doppelstücke wurden dann noch von Kaiser  Julian und dem Usurpator Procopius in Konstantinopel geschlagen. Die letzten Prägungen der Maiorina fallen in die Regierungszeit der Kaiser Arcadius und Honorius (ab 395).